# Strafpleiters (televisiereeks)
Strafpleiters is de naam van een zesdelige human interestreeks over acht bekende Vlaamse strafpleiters die eind 2017 op de Vlaamse televisiezender Canvas werd uitgezonden.
In de reeks worden de advocaten één-op-één vragen gesteld door Gilles De Coster als interviewer, zittend in een ijzeren geraamte in een industrieel ogende ruimte. Ze vertellen er openhartig over hun beroep, hun privéleven en bekende rechtszaken waarin ze optraden. De interviews werden vervolgens in stukjes geknipt en opnieuw samengevoegd zodat elke aflevering een bepaald thema behandelt. De reeks werd geproduceerd door het productiehuis Woestijnvis.
De acht advocaten die in de reeks geïnterviewd werden, zijn: Nathalie Buisseret, Walter Damen, Jan De Man, Abderrahim Lahlali, Sven Mary, Joris Van Cauter, Katrien Van der Straeten en Nina Van Eeckhaut.
Strafpleiters was tevens het eerste televisieprogramma voor de VRT waarin Gilles De Coster verscheen.

## Afleveringen
| Aflevering | Titel                    | Uitzenddatum     |
| ---------- | ------------------------ | ---------------- |
| 1          | Slachtoffers en daders   | 6 november 2017  |
| 2          | Mediacircus              | 13 november 2017 |
| 3          | De arena                 | 20 november 2017 |
| 4          | Terreur                  | 27 november 2017 |
| 5          | De bedreigde rechtsstaat | 4 december 2017  |
| 6          | Zonder toga              | 11 december 2017 |

## Klacht
De Nederlandse NTR diende een klacht in bij de VRT omdat men er vond dat hun format werd gestolen voor de reeks. De NTR vond namelijk dat Strafpleiters te veel leek op Kijken in de ziel van presentator Coen Verbraak, waarin mensen uit verschillende beroepsgroepen op een gelijkaardige manier werden geïnterviewd. In de derde reeks (uit 2010) van dat programma werden ook strafpleiters geïnterviewd. Omdat de klacht neergelegd werd nadat de reeks net was uitgezonden, besloot de NTR om geen juridische stappen te ondernemen. De VRT verwierp de beschuldiging dat ze het programma hadden nagemaakt en stelde dat een één-op-één-interviewprogramma niet kon geclaimd worden als format.